# Hoed (inhoudsmaat)
Een hoed was een inhoudsmaat die gangbaar was in Nederland tot op het einde van de 18e eeuw.
Een hoed stond gelijk aan 11,72 hectoliter. De eenheid werd onder meer voor steenkool gebruikt.